# Blenda Ljungberg
Blenda Maria Ljungberg, född 7 december 1907 i Enköping, död 27 november 1994 i Uppsala domkyrkoförsamling (gravsatt på Vårfrukyrkogården i Enköping), var en svensk läroverksadjunkt och moderat politiker. Hon var dotter till kontraktsprosten David Ljungberg och Hilda Jansson samt syster till biskop Helge Ljungberg.
Hon blev fil. mag i Uppsala 1933 och var därefter resesekreterare i Sveriges kristliga gymnasiströrelse. Hon var ämneslärare vid flickläroverket i Uppsala 1935–1942, adjunkt vid kommunala flicskolan där 1942–1955 och läroverksadjunkt vid Lundellska skolan i Uppsala 1955–1973.
Ljungberg var ledamot av stadsfullmäktige i Uppsala 1943–1970, och som dess ordförande 1959–1963 blev hon landets första kvinna i detta uppdrag. Hon var ledamot av riksdagens första kammare 1962–1964, ledamot av andra kammaren 1965–1970, samt var ledamot i enkammarriksdagen 1971–1973, invald i Uppsala läns valkrets.